# Weiqiao Pioneering Group
Shandong Weiqiao Pioneering Group Company Limited — китайский многопрофильный конгломерат, основные интересы которого сконцентрированы в сфере текстильной, швейной и металлургической промышленности, а также тепловой энергетики. Входит в число крупнейших компаний страны и в пятёрку крупнейших частных компаний Китая.

## История
В 1981 году Чжан Шипин стал директором масло-хлопковой фабрики в уезде Цзоупин. В 1985 году предприятие стало одним из крупнейших производителей арахисового масла в Китае, в 1986 году запустило производство полотенец, в 1989 году начало строительство прядильной фабрики, а в 1990 году — хлопчатобумажной фабрики. В 1993 году Пятая масло-хлопковая фабрика уезда Цзоупин была переименована в хлопковую текстильную фабрику «Вэйцяо» (Weiqiao).
В 1995 году предприятие инвестировало средства в производство джинсовой ткани. В 1998 году была основана холдинговая компания Shandong Weiqiao Textile Group. В феврале 1999 года была учреждена хлопчатобумажная компания Binzhou Weiqiao Textile, в октябре 1999 года была введена в эксплуатацию первая теплоэлектростанция группы, в ноябре 1999 года была основана Weiqiao Textile Company Limited. В 2002 году, после ввода в строй трёх новых текстильных фабрик в провинции Шаньдун, Weiqiao Textile стала крупнейшим в мире производителем хлопчатобумажных тканей.
В сентябре 2003 года акции Weiqiao Textile были зарегистрированы на Гонконгской фондовой бирже. В октябре 2003 года Shandong Weiqiao Textile Group сменила название на Shandong Weiqiao Pioneering Group Company Limited (сокращённо Weiqiao Pioneering Group). В 2012 году компания впервые вошла в рейтинг Fortune Global 500.
В октябре 2018 года основатель Weiqiao Pioneering Group Чжан Шипин ушёл в отставку. На посту руководителя группы его сменил сын Чжан Бо, ранее возглавлявший China Hongqiao Group, а дочь Чжан Хунся, ранее возглавлявшая Weiqiao Textile, стала во главе партийной ячейки группы. В 2019 году была открыта исследовательская академия Weiqiao.
В апреле 2023 году Weiqiao Pioneering Group приобрела автомобильную компанию BAW (внедорожники, пикапы, микроавтобусы и грузовики под марками BJ, Fenix, Yusheng, Luba, Jinggangshan, Dongfanghong и Hongwei).

## Деятельность
Weiqiao Pioneering Group через свои дочерние компании Weiqiao Textile и Weiqiao Super Width Printing and Dyeing производит нитки, пряжу, хлопчатобумажные, джинсовые и синтетические ткани (разноцветные и одноцветные, с набивным рисунком), домашний текстиль (постельное бельё, полотенца и шторы), готовую одежду (спортивные костюмы, свитера и куртки). Кроме того, она является материнской компанией крупнейшего в мире производителя алюминия China Hongqiao Group.

## Акционеры
Контрольный пакет акций Weiqiao Pioneering Group принадлежит Чжэн Шулян и её семье, которые входят в число самых богатых людей Китая. У руля группы находятся Чжэн Шулян (вдова основателя Чжана Шипина, который умер в 2019 году), её сын Чжан Бо и её дочь Чжан Хунся. Крупными акционерами Weiqiao Textile Company являются Brandes Investment Partners (9,99 %) и BNY Mellon Investment Management (9,93 %). Крупным акционером China Hongqiao Group является CITIC Limited (8,48 %).